# Reise nach Jerusalem – Kudüs’e seyahat
Reise nach Jerusalem – Kudüs’e seyahat (‚Reise nach Jerusalem‘) war der Beitrag der Bundesrepublik Deutschland zum Eurovision Song Contest 1999, gesungen von der Gruppe Sürpriz. Komponiert wurde das Lied von Ralph Siegel und Bernd Meinunger. Cihan Özden und Deniz Filizmen (beide Mitglieder der Gruppe Sürpriz) schrieben den türkischen Text dazu. Für Siegel war es die vierzehnte Teilnahme, für Meinunger die zwölfte Teilnahme am Eurovision Song Contest.

## Eurovision Song Contest
Das Lied musste sich über eine Hintertür für den Eurovision Song Contest qualifizieren, da der eigentliche Gewinner der deutschen Vorentscheidung, das Lied Hör’ den Kindern einfach zu der Sängerin Corinna May, schon im Jahre 1997 in einer englischsprachigen Version als Promo-CD mit der Auflagenzahl von 500 Stück veröffentlicht worden war. So wurde der Titel vom NDR disqualifiziert und Sürpriz nachnominiert.
Also fuhr die zweitplatzierte Gruppe Sürpriz nach Jerusalem, wo der Eurovision Song Contest ausgetragen wurde. Die Gruppe, deren Name türkisch ist und Überraschung bedeutet, bestand ausschließlich aus Deutschtürken und wurde extra für eine Teilnahme am deutschen Vorentscheid gegründet. Daher sangen sie Reise nach Jerusalem – Kudüs’e seyahat auch auf Türkisch. Der Rest des Textes ist auf Deutsch und auf Englisch; die Live-Version beinhaltet außerdem einen Refrain auf Hebräisch.
Mit 140 Punkten – darunter fünf Höchstwertungen (12 Punkte) aus der Türkei, den Niederlanden, aus Polen, Portugal und Israel – belegte es hinter Take Me to Your Heaven der Schwedin Charlotte Nilsson und All Out of Luck der isländischen Sängerin Selma den dritten Platz unter 23 Liedern.
In die Charts schaffte es das Stück nicht. Allerdings sang Sürpriz das Lied in der ZDF-Hitparade am 24. April 1999 außer Konkurrenz.

## Inhalt
Inhaltlich handelt das Lied vom Weltfrieden („We walk hand in hand to this peaceful land“ = „Wir laufen Hand in Hand in dieses friedliche Land“), allerdings gibt es auch eine Strophe über das eigentliche Spiel Reise nach Jerusalem.